# アウグスト・フォン・ハイエク
アウグスト・フォン・ハイエク（August von Hayek、1871年12月14日 - 1928年6月11日）は、オーストリアの医師、植物学者。経済学者フリードリヒ・ハイエクの父。
グスタフ・フォン・ハイエク (Gustav von Hayek) の子として1871年ウィーンに生まれた。1926年よりウィーン大学教授を務め、1928年にウィーンに没した。オーストリア＝ハンガリー帝国（特にシュタイアーマルク州）からバルカン半島にかけて植物地理学の分野に顕著な実績を遺した。

## 主な著作
括弧内は原題の参考和訳。
- Prodromus Florae Peninulae Baltanicae, 1924–1933
- Flora der Steiermark （シュタイアーマルク州の植物相）, 1908–1944
- Schedae ad Florum stiriacum exsiccatum, 1904–1912
- Die Pflanzendecke Österreich-Ungarns （オーストリア＝ハンガリーの植生）, 第一巻, 1916
- Allgemeine Pflanzengeographie （植物地理学総論）, 1926